# Tadeusz Zapałowicz
Tadeusz Zapałowicz (ur. 25 marca 1859 w Wadowicach, zm. 16 maja 1936 w Krakowie) – lekarz, tytularny generał dywizji Wojska Polskiego.

## Życiorys
Był synem Antoniego, lekarza, i Olimpii z Kwiecińskich. W 1878 ukończył cesarskie i królewskie Wyższe Realne Gimnazjum w Wadowicach i Wydział Medycyny Uniwersytetu Wiedeńskiego. W gimnazjum uczęszczał do jednej klasy z Wojciechem Dobija, późniejszym generałem brygady. 1 października 1884 rozpoczął zawodową służbę w csarskiej i królewskiej Armii, a 21 marca 1885 uzyskał doktorat wszechnauk lekarskich.
Od czerwca 1886 do marca 1887 był lekarzem c. i k. 7 Pułku Huzarów w Debreczynie. W 1901 został szefem sanitarnym 18 Dywizji Piechoty w Pradze, a trzy lata później szefem sanitarnym Dywizji Kawalerii Jarosław w Jarosławiu. Od lipca 1914 do maja 1917 był szefem sanitarnym X Korpusu w Przemyślu. 1 maja 1917 został mianowany generałem lekarzem sztabowym (niem. generalstabsarzt) oraz wyznaczony na stanowisko szefa sanitarnego Twierdzy Kraków i komendanta Szpitala Garnizonowego Nr 15.
22 lutego 1919 został przyjęty do Wojska Polskiego w stopniu generała majora lekarza. Pełnił służbę na stanowisku szefa sanitarnego Dowództwa Okręgu Generalnego "Kraków". 1 maja 1920 został zatwierdzony w stopniu generała podporucznika ze starszeństwem z 1 kwietnia 1920 w Korpusie Lekarskim. Z dniem 1 kwietnia 1921 został przeniesiony w stan spoczynku w stopniu generała podporucznika lekarza. 26 października 1923 Prezydent RP, Stanisław Wojciechowski zatwierdził go w stopniu tytularnego generała dywizji.
Był członkiem Komitetu Wykonawczego Komitetu Obrony Państwowej w Krakowie w 1920 roku.
Zmarł 16 maja 1936 w Krakowie. Pochowany w Wadowicach.
Żonaty z Ludmiłą z Wężowiczów, z którą miał trzy córki: Marię (1895), Krystynę (1899) i Zofię (1902).